# Jund Al-Aqsa
Jund al-Aqsa (en árabe: جند الأقصى , en castellano: Los Defensores de Al-Aqsa) es un grupo rebelde islamista que ha estado activo durante la Guerra Civil Siria. Anteriormente conocido como Saraya Al-Quds (Brigadas Al-Quds), el grupo fue fundado por Abu Abdul Aziz al-Qatari como una unidad que formaba parte del Frente Al-Nusra. El grupo más tarde se hizo independiente después de no estar de acuerdo con una rápida campaña de captación por parte del Frente Al-Nusra, y de su rivalidad con el Estado Islámico. A principios de 2014, el grupo estaba formado por combatientes árabes provenientes de varios países. Aunque a finales del año 2014, se había convertido en un grupo formado en su mayoría por combatientes sirios, la mayoría de ellos habían sido antes miembros de otros grupos rebeldes sirios.